# Associazione sportiva dilettantistica
Un'associazione sportiva dilettantistica (A.S.D.), in Italia, è un'associazione con finalità sportive senza scopo di lucro. Tale formula, oltre ad essere più semplice ed economica nelle fasi di costituzione e gestione, consente di avvalersi di significative agevolazioni fiscali.

## Descrizione
Tipicamente, è affiliata ad una federazione sportiva nazionale o ad una disciplina sportiva associata riconosciute dal CONI o ad un ente di promozione sportiva, sempre riconosciuto dal CONI.
In seguito all'entrata in vigore della legge 27 dicembre 2002, n. 289 (legge finanziaria per l'anno 2003), la possibilità di usufruire del regime fiscale agevolato è stata estesa anche alle cooperative ed alle società di capitali costituite per svolgere attività sportive dilettantistiche senza scopo di lucro (dette società sportive dilettantistiche / S.S.D.). La formula associativa costituisce però, ancora oggi, il riferimento prevalente nel mondo sportivo dilettantistico.
La materia è stata rivista con il Decreto Legislativo n. 36/2021 (Riforma dello Sport).

### Requisiti
Per godere dei benefici fiscali previsti dalla legge, l'associazione sportiva dilettantistica deve rispettare i seguenti requisiti:
- divieto di distribuire utili o capitale durante la vita dell'associazione;
- inserimento dell'indicazione "sportiva dilettantistica" nella denominazione sociale;
- obbligo di devolvere il patrimonio residuo, in caso di scioglimento dell'associazione, a enti con finalità sportive, sentito l'apposito organismo di controllo;
- disciplina uniforme del rapporto associativo;
- divieto di soci temporanei;
- obbligo di tesserare ciascun individuo con tessera amatoriale o agonistica;
- obbligo di redigere ed approvare un rendiconto economico e finanziario;
- libera eleggibilità degli organi amministrativi e principio del voto singolo;
- divieto per gli amministratori di ricoprire cariche del medesimo genere in altre società o associazioni sportive dilettantistiche;
- criteri di ammissione ed esclusione degli associati e idonee forme di pubblicità delle convocazioni, delle delibere e dei bilanci;
- intrasmissibilità della quota e sua non rivalutabilità.

Occorre, inoltre, che l'associazione si iscriva nell'apposito registro tenuto dal CONI.
La materia è stata rivista con il Decreto Legislativo n. 36/2021 (Riforma dello Sport).

### Benefici fiscali
I benefici fiscali di cui gode l'associazione sportiva dilettantistica in regola con i requisiti di legge (articoli 143 e 148 del TUIR) sono i seguenti:
- il Testo unico delle imposte sui redditi, all'articolo 148, considera sempre imponibili: cessioni di beni nuovi prodotti per la vendita, somministrazioni di pasti, erogazioni di acqua, gas, energia elettrica e vapore, prestazioni alberghiere, di alloggio, di trasporto, gestione di spacci aziendali e di mense, organizzazione di viaggi e soggiorni turistici, gestione di fiere ed esposizioni a carattere commerciale, pubblicità commerciale. È possibile usufruire del regime agevolato previsto dalla legge 398/1991, che prevede una notevole riduzione degli adempimenti contabili e il pagamento delle imposte dirette e dell'IVA in modo forfettario;
- possibilità di erogare compensi a coloro che svolgono, in modo diretto, attività sportiva dilettantistica fino a 15.000 euro annui in regime di esenzione fiscale (legge 289/2002, articolo 90). L'agevolazione non è indiscriminata, ma è riconosciuta per i soli compensi erogati a soggetti dediti a mansioni rientranti "tra quelle necessarie per lo svolgimento delle attività sportivo-dilettantistiche", da valutare come tali "sulla base dei regolamenti e delle indicazioni fornite dalle singole federazioni" (sono pertanto escluse mansioni estranee alle attività sportive dilettantistiche ma vi può rientrare "ogni altra figura espressamente prevista dai regolamenti federali", come, a titolo di esempio, "gli istruttori, gli addetti al salvamento nelle piscine, i collaboratori amministrativi")[1].

La materia è stata rivista con il Decreto Legislativo n. 36/2021 (Riforma dello Sport).